# María Carla Piccolomini
María Carla Piccolomini (Buenos Aires, 28 de febrero de 1980) es especialista en comunicación y política argentina. Ejerció como Diputada Nacional por la Provincia de Buenos Aires entre 2017 y 2021. Integra el partido Propuesta Republicana (PRO) que lidera el Expresidente de la República Argentina, Mauricio Macri.

## Biografía
Nació el 28 de febrero de 1980 en la localidad de Mercedes, Provincia de Buenos Aires,
Donde cursó sus estudios primarios y secundarios en el Colegio de Nuestra Señora de la Misericordia.

## Trayectoria política
Entre 2003 y 2005 formó parte del partido Recrear de Ricardo López Murphy. Tiempo después se fusionó con el partido Compromiso para el Cambio, creando el actual partido Propuesta Republicana (PRO), que al día de hoy representa en su banca como Diputada Nacional dentro del interbloque Cambiemos. 
De 2002 a 2007 trabajó en el Instituto de la Vivienda de la Ciudad de Buenos Aires como asesora de la presidencia. Luego estuvo dos años en la Legislatura Porteña, desarrollando distintas tareas en el equipo del ex Legislador de la Ciudad de Buenos Aires, Enzo Pagani. 
En 2009 trabajó en el Ministerio de Educación, donde estuvo a cargo del vínculo con gremios y el mundo sindical. De 2011 a 2015 fue Directora de Relaciones Institucionales del Ministerio de Modernización de la Ciudad de Buenos Aires.
En diciembre de 2015 y hasta fines de 2017 fue Directora de Relaciones Institucionales en Radio y Televisión Argentina, cargo que dejó para asumir como Diputada Nacional por la Provincia de Buenos Aires, luego de haber sido elegida en el lugar número 13 de la lista de Cambiemos que encabezó Graciela Ocaña.
Actualmente, en el Congreso de la Nación, integra las comisiones de Industria, en la cual es secretaria, las de Mercosur, Cultura, Ciencia y Tecnología, Comunicaciones e Informática, Discapacidad y Transporte, donde es vocal. También forma parte de la comisión bicameral de Control de Seguimiento de Comunicación Audiovisual. 
Además, preside el Grupo Parlamentario de Amistad con Noruega e integra los de Francia, Malasia y el Reino Unido.